# NTN Tbilisi
NTN Tbilisi – gruziński klub szachowy z siedzibą w Tbilisi, dwukrotny zdobywca Pucharu Europy kobiet.

## Historia
Nazwa klubu pochodzi od imion Nony Gaprindaszwili, Tigrana Petrosjana i Nany Aleksandrii. Klub organizował turnieje kompozycji szachowych. W latach 2002–2005 NTN uczestniczył w Pucharze Europy kobiet. W swoim inauguracyjnym sezonie w tych rozgrywkach klub wygrał spotkania z AEM Luxten Timișoara, Momotem Donieck, Internetem-CG Podgorica i OSG Baden-Baden, zremisował z Radem Belgrad i BAS Belgrad, a przegrał z Ładją Kazań. W klasyfikacji końcowej NTN zajął trzecie miejsce, za BAS i Ładją. W sezonie 2003 gruziński zespół odniósł zwycięstwa nad Kydonem Chania, Kristallens SK, ULIM Chişinău, Internetem-CG Podgorica i Petersburgiem Lentransgaz, zremisował z Ładją Kazań oraz przegrał z BAS Belgrad, zajmując drugie miejsce w pucharze, za Internetem-CG. W 2004 roku zespół wygrał sześć spotkań (z Jugoviciem Kać, FINEK Petersburg, Internetem-CG Podgorica, BAS Belgrad, Michaiłem Czigorinem Petersburg i Kristallens SK) i zremisował mecz z Ładją Kazań, triumfując w rozgrywkach. W 2005 roku NTN obronił trofeum. Klub wygrał wówczas z FINEK Petersburg, De Stukkenjagers, MTK Budapest oraz Platiną Krasnojarsk, zremisował z AWS Krasnoturjinsk i Jużnym Urałem Czelabińsk, a także przegrał spotkanie z Internetem-CG Podgorica. Ponadto w 2004 roku zespół rywalizował w edycji open Pucharu Europy. Gruziński klub wygrał wówczas z KSH Prishtina, KSK 47 Eynatten, Taflfélagið Hellir i Limhamns SK, a przegrał z Wieśninką Mińsk, CE Monte-Carlo oraz Tomskiem-400 i w końcowej klasyfikacji uzyskał 14. miejsce.
W okresie występów w Pucharze Europy klub reprezentowały Tamara Cereteli, Nana Dzagnidze, Lela Dżawachiszwili, Nona Gaprindaszwili, Sopio Gwetadze, Maia Lomineiszwili i Ana Matnadze, a wśród mężczyzn m.in. Lewan Aroszidze, Giorgi Bagaturow, Giorgi Margwelaszwili, Tornike Sanikidze i Konstantine Szanawa.